# Chica (película)
Chica es un cortometraje de ficción peruano, estrenado en 2023. Fue escrito y dirigido por Juan Yactayo Sono. La película relata la historia de crímenes de mujeres trans por parte de autoridades policiales en el Perú.

## Sinopsis
Katya, trabajadora sexual y mujer trans, es atacada por agentes de la Policía Nacional del Perú. Su trabajo es desconocido por su madre, lo cual evita que haga la denuncia a través de la televisión. Posteriormente, se entera del asesinato de su amiga por parte de la policía, lo cual le lleva a cambiar de decisión, afectando la relación con su progenitora.

## Reparto

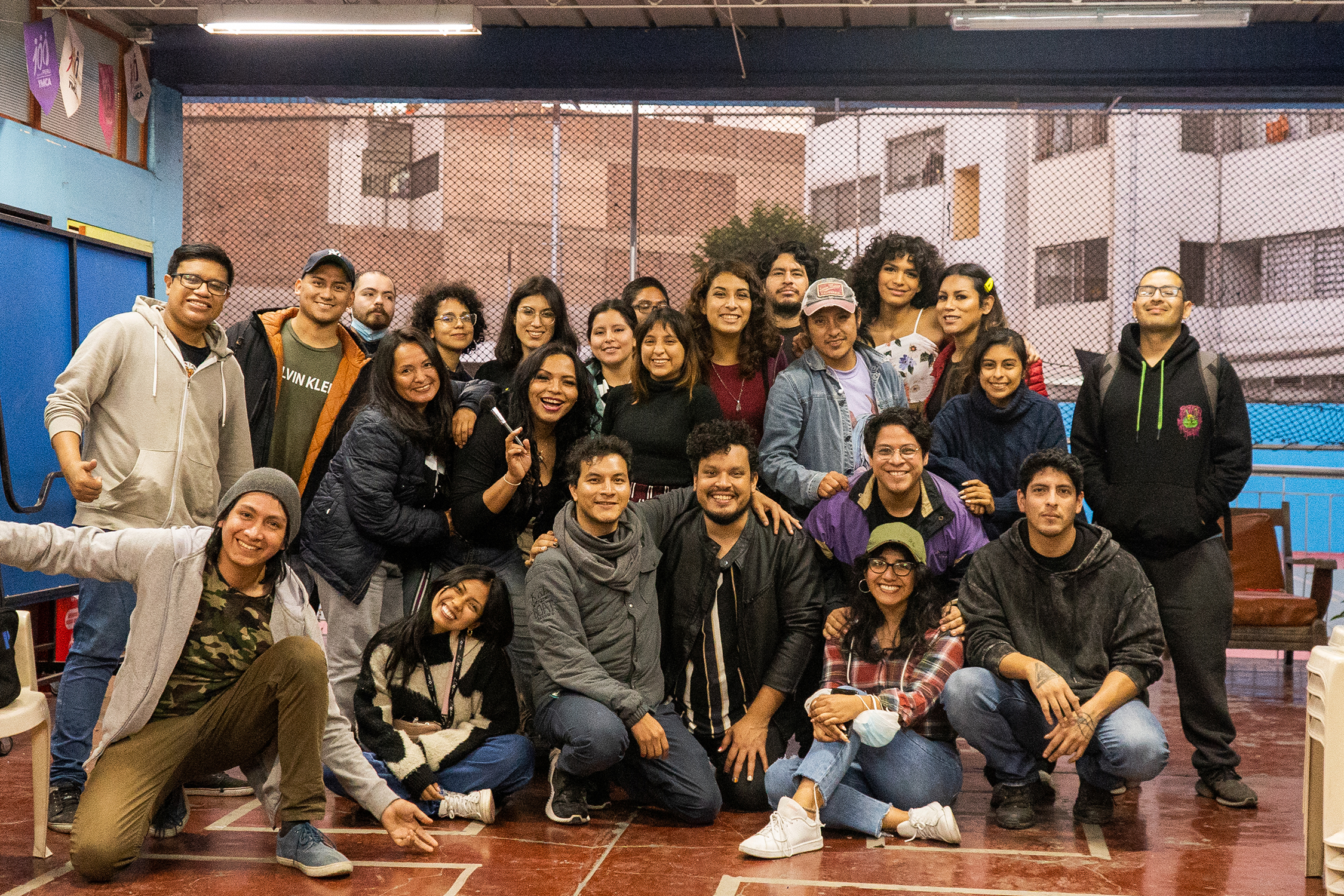
Fotografía del reparto y equipo de producción del cortometraje

El reparto del cortometraje está compuesta por Lesly Quispe, Lola Apolaya, Katerina D'Onofrio y Sylvia Majo. La selección del reparto, Lesly Quispe y Lola Apolaya, se debía por representar adecuadamente a esta población vulnerable, decisión que llevó a las protagonistas a llevar clases de actuación y así evitar la contratación de actrices cisgénero que cumplan esos roles.Esto llevaría a un mayor grado de verosimilitud.

## Premios y festivales
Obtuvo uno de los premios de incentivo a la creación de películas en el Concurso Nacional de Proyectos de Cortometraje (DAFO) del Ministerio de Cultura.
También ha participado en los siguientes festivales:
- 17° For Rainbow, Festival de Cinema e Cultura da Diversidade Sexual e de Gênero  (Brasil)
- 2° FEDEACINE, Festival Descentralizado del Arte Cinematográfico (Perú)
- 28° LesGaiCineMad - Festival Internacional de Cine LGBTI+ de Madrid (España)
- 3° Hanan Cine, Festival de Cine de Puno - Ganador Mejor Cortometraje Nacional de Ficción (Perú)
- 18° Tel Aviv International LGBT Film Festival (Israel)
- 10° FECIT - Festival de Cine de Trujillo – Mención Honrosa Cortometraje de Ficción (Perú)
- 27° Festival de Cine de Lima PUCP – Premios GIO - Mención Honrosa "Mejor dirección" y "Mejor Actriz" (Perú)